# ريتشارد بارينجر
ريتشارد بارينجر هو سياسي أمريكي، ولد في 21 نوفمبر 1937. نشط حزبياً في الحزب الديمقراطي.